# Foothill Farms
Foothill Farms – jednostka osadnicza w Stanach Zjednoczonych, w stanie Kalifornia, w hrabstwie Sacramento.